# Корнель, Карл-Фердинанд
Карл-Фердинанд Корнель (эст. Karl Ferdinand Kornel; 25 августа 1882, Тсоору, Лифляндская губерния, Российская империя — 19 сентября 1953, ГУЛаг, Иркутская область, СССР) — эстонский политический и государственный деятель, журналист, дипломат, юрист.

## Биография
Занимался журналистикой, с 1900 года сотрудничал с газетой «Postimehe», в 1907—1908 годах работал в «Valga Sõna», в 1910—1912 годах в «Päevaleh», в 1913—1914 годах в «Võru Teataja» и в 1920—1923 годах в редакции «Postimehe».
В 1917 году экстерном кончил Николаевское кавалерийское училище, в 1923 году — юридический факультет Тартуского университета.
Член Учредительного собрания Эстонии.
С 1919 года — на дипломатической работе. Служил дипломатом в посольстве Эстонии в Латвии.
Политик. Член правоцентристской Народной партии Эстонии. Член II и III состава Рийгикогу (1923-1929).
В 1926—1927 годах занимал кресло министра торговли и промышленности Эстонии, в 1930—1940 годах работал директором Эстонского телеграфного агентства (ЭТА). С 1929 года — Председатель правления Союза журналистов Эстонии.
После окончания Второй мировой войны в ноябре 1945 года был арестован и приговорён в апреле 1946 года по решению трибунала НКВД к 10 годам лагерей в Тайшетлаге. Умер в местах лишения свободы в Иркутской области РСФСР.